# 中川龍一
中川 龍一（なかがわ りょういち、1904年2月15日 - 1990年8月6日）は、日本の英文学者、演劇評論家、翻訳家。

## 来歴
大阪外国語学校、関西学院大学卒。戦後、南山大学文学部教授。
1973年、大妻女子大学教授。英語戯曲の翻訳、演劇評論で活動、ほか推理小説の翻訳もした。

## 翻訳
- 『朝日商会』（ハイエルマンス、世界戯曲全集刊行会、世界戯曲全集36(白耳義・和蘭篇)） 1928
- 『土地』（コラム、世界戯曲全集刊行会、世界戯曲全集9(愛蘭篇)） 1928
- 『ピグメリオン / バアバラ少佐 / 悪魔の弟子』（バーナード・ショー、世界戯曲全集刊行会、世界戯曲全集6(英国篇) (ショオ集)） 1929
- 『デイブツキ』(アンスキイ、世界戯曲全集刊行会、世界戯曲全集39(西班牙・猶太篇)） 1930
- 『戦争』（スコット・ニヤリング、春秋社） 1931
- 『悪摩の弟子』（バアナアド・シヨオ、弘文堂書房、世界文庫） 1940
- 『夢みる乙女』（エルマー・ライス、早川書房） 1951
- 『三文オペラ』（ジョン・ゲイ、早川書房） 1953
- 『俳優芸術』（コンスタン・コクラン、菊池豊子共訳、早川書房） 1953
- 『ロンドン港の殺人』（ジョゼフィン・ベル、早川書房、世界探偵小説全集） 1957
- 『ひらけ胡麻!』（マイケル・ギルバート、東京創元社、現代推理小説全集） 1958、のち文庫
- 『名探偵ナポレオン』（アーサー・アップフィールド、東京創元社、クライム・クラブ） 1958
- 『空高く』（マイクル・ギルバート、早川書房、世界ミステリシリーズ） 1960
- 『死は深い根をもつ』（マイクル・ギルバート、早川書房、世界ミステリ・シリーズ） 1961
- 『反逆者の財布』（マージェリー・アリンガム、創元推理文庫） 1962
- 「聖女ジョウン」（バーナード・ショー、小田島雄志共訳、白水社、『バーナード・ショー名作集』） 1966

## 参考
- 『死は深い根をもつ』訳者紹介
- 毎日新聞訃報[要文献特定詳細情報]